# Arrest Sleepboot Egbertha
Het arrest Sleepboot Egbertha (HR 26 maart 1936, NJ 1936/757) is een uitspraak van de Nederlandse Hoge Raad waarin werd bepaald, dat natrekking niet alleen kan plaatsvinden op grond van duurzame verbinding, maar ook op grond van verkeersopvattingen. Wat partijen onderling afspreken is niet bepalend. De jurisprudentie waartoe dit arrest aanleiding gaf, is tegenwoordig gepositiveerd in artikel 3:4 BW.

## Casus
Op 26 mei 1930 verkoopt de Machinefabriek Stork aan H.C. van Gelderen in Gorinchem een motor van 180 pk voor gebruik in zijn sleepboot, die gebouwd wordt op de werf De Hoop in Hardinxveld. Daarbij maakte Stork een eigendomsbeding: de motor zou in eigendom blijven van Stork totdat Van Gelderen hem volledig betaald heeft.
Van Gelderen heeft een sleepboot, de Egbertha, in eigendom en plaatst daar de motor in zodat deze de sleepboot kan voortbewegen. Van belang is dat de motor gemakkelijk zonder beschadiging door het losschroeven van een paar bouten uit het schip verwijderd kan worden. Van Gelderen betaalt de motor nog niet.
Op 2 juni 1931 vestigt Van Gelderen daarna een hypotheek op zijn sleepboot ten gunste van Geldermalsen voor een lening van 15.450 gulden. Als Van Gelderen in financiële problemen komt en rente en aflossing niet meer kan betalen, wordt de boot door Geldermalsen in beslag genomen.
Nu dreigt de sleepboot, inclusief motor, verkocht te worden terwijl Stork nog steeds geen betaling heeft ontvangen. Stork beroept zich daarom op het eigendomsbeding dat hij maakte toen de motor werd geleverd en komt in verzet tegen de verkoop van de motor. Er ontstaat een juridische strijd tussen Stork, de leverancier van de motor en Geldermalsen, de hypotheekverstrekker.

## Procesgang
Stork eist van Geldermalsen dat het beslag wordt opgeheven. Hij beroept zich daarbij op het eigendomsbeding dat hij met Van Gelderen had gesloten. Geldermalsen brengt daar tegen in

(...) dat niet door haar, Geldermalsen, in beslag is genomen een aan Stork toebehoorende motor, doch de aan van Gelderen toebehoorende sleepboot Egbertha, van welke sleepboot de motor een onderdeel uitmaakt; dat een schip is een schip en niet een samenstel van verschillende verbonden onderdeelen; dat een hypotheek op een schip alle deelen van het schip bevat en de motor na de vereeniging met de Egbertha geen afzonderlijk bestaan meer had;

De rechtbank wijst de vordering van Stork af en stelt, dat een motor moet worden gezien als een van de samenstellende delen van een schip. In hoger beroep bij het hof had Stork meer succes. Volgens het hof is de motor altijd eigendom geweest van Stork en mag hij dus ook niet in beslag genomen worden door Geldermalsen. Van belang is volgens het hof dat de motor gemakkelijk te verwijderen is. Geldermalsen gaat in cassatie. De Hoge Raad vernietigt het arrest van het hof en bekrachtigt daarvoor in de plaats het vonnis van de rechtbank.

## Hoge Raad
De redenering van de Hoge Raad is dat de vraag of de motor onderdeel is geworden van de boot een zakenrechtelijke vraag is. Het antwoord daarop werkt dus tegen iedereen. Daarom kan geen betekenis worden toegekend aan wat Stork en Geldermalsen onderling hebben afgesproken, maar moet gekeken worden naar de verkeersopvattingen.

(...) dat bij twijfel, of een voorwerp door verbinding een wezenlijk bestanddeel van een andere roerende zaak is geworden voor alles beteekenis moet worden toegekend aan de opvattingen, welke in het maatschappelijke verkeer omtrent die soort van roerende zaken bestaan, terwijl aan den afwijkenden wil van de betrokken personen in een bepaald geval geen beteekenis kan worden toegekend, nu het te doen is om de vaststelling van de zakenrechtelijke ten opzichte van een ieder intredende gevolgen van een dergelijke verbinding;
dat voorts de omstandigheid, dat de bijzaak zonder beschadiging van de hoofdzaak kan worden gescheiden, niet meebrengt, dat zij tijdens de verbinding niet een wezenlijk bestanddeel van de zaak in haar geheel zal kunnen uitmaken, integendeel bij het voortschrijden der techniek steeds toeneemt het aantal voorwerpen, die wat betreft de wezenlijke bestanddeelen zelfs door niet vaklieden zonder beschadiging uit elkander kunnen worden genomen;

Vervolgens bepaalt de Hoge Raad dat inderdaad in het rechtsverkeer de motor van een sleepboot een wezenlijk bestanddeel van het schip is. Als steun voor deze stelling haalt de Hoge Raad een aantal, verder ongerelateerde, wetten en verdragen aan waarin de motor als onderdeel van een schip genoemd wordt.

## Trivia
- De sleepboot heeft het ENI-nummer 02001364 en draagt sinds 2013 opnieuw de naam Egbertha. In 1961 is de dieselmotor van 180 pk vervangen door een motor van 430 pk.